# Paul Eger

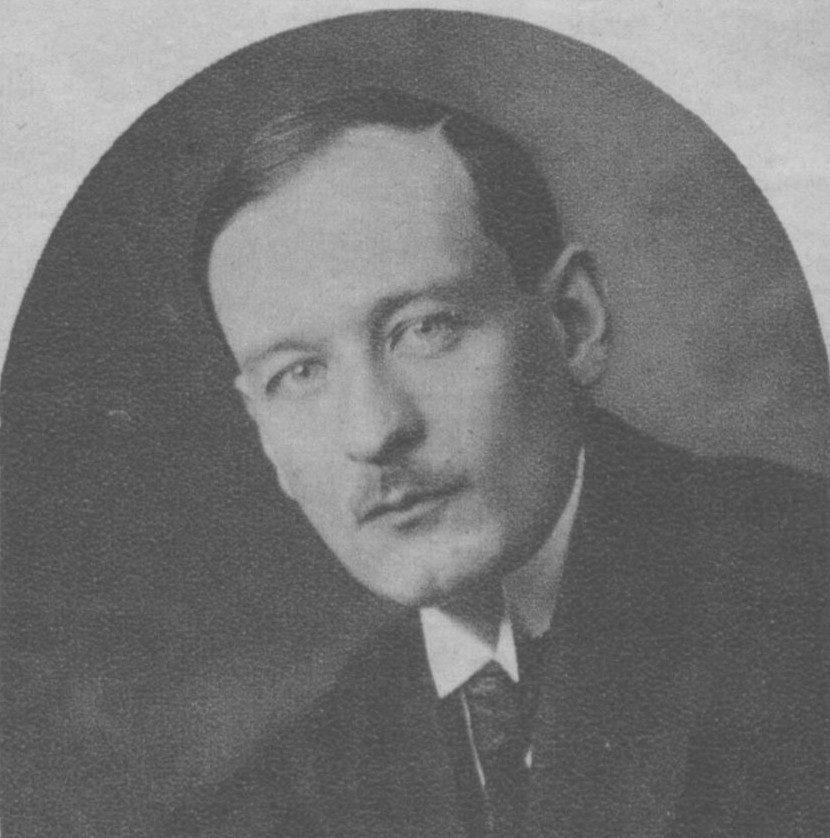
Paul Eger, 1918

Paul Felix Eger (geboren 23. Januar 1881 in Wien, Österreich-Ungarn; gestorben 9. April 1947 in Luzern) war ein österreichisch-schweizerischer Schriftsteller, Regisseur und Intendant. 

## Leben
Paul Eger war ein Sohn des jüdischen Naturwissenschaftlers Leopold Eger und der Helene Mattesdorfer. Er war durch Geburt auch Schweizer Staatsbürger. Sein jüngerer Bruder war der Regisseur Rudolf Eger, mit dem er 1903 zum Protestantismus konvertierte.
Eger studierte Kunstgeschichte, Germanistik und Philosophie in Berlin und Wien und wurde 1905 in Wien mit der Dissertation Die Buchillustration im Zeitalter der deutschen Klassiker promoviert. Anfang Januar 1905 begannen Tilly Wedekind, damals noch Tilly Newes und Schauspielerin am Kaiser-Jubiläums-Theater, und Eger eine Liebelei. Anfang Januar 1906, als Tilly Wedekind schon eine enge Beziehung zu ihrem späteren Mann aufgebaut hatte, besuchte Eger sie in Berlin. Eger heiratete später die Schauspielerin und Sängerin Herta Alsen, ihr Sohn war der 1915 geborene Kurt Jung-Alsen. In den 1920er Jahren heiratete er in zweiter Ehe die Opernsängerin Valesca Nigrini.
Von 1908 bis 1912 war er Dramaturg und Regisseur am Königlichen Deutschen Landestheater Prag, ab 1912 Generaldirektor des Hoftheaters und der Hofmusik am Großherzoglichen Hoftheater Darmstadt, 1918 bis 1926 Intendant am Deutschen Schauspielhaus in Hamburg. 1926 führte er am Teatro alla Scala Regie. 1926 wurde er in das Direktorium der Preußischen Staatstheater Berlin berufen und war künstlerischer Berater der Bühnen Max Reinhardts. Eger wurde Vorstandsmitglied des Deutschen Bühnenvereins. Von 1932 bis 1938 war Eger Direktor des Neuen Deutschen Theaters Prag. Eger setzte sich für die Emigranten aus dem Deutschen Reich ein.
Eger ging 1939 in die Schweiz, wo er als Gast am Stadttheater Basel Opern und Dramen inszenierte. Ab 1942 war er Direktor des Stadttheaters Luzern. Dort inszenierte er 1946 die Uraufführungen von Ralph Benatzkys Herr und Frau Nord und Tilla Durieux’ Drama Zagreb 1945.
Eger schrieb selbst Theaterstücke.

## Werke
- Mnesis. Ein Märchenspiel. Leipzig, 1901
- Im Herbst. Drama. Dresden, 1902
- Operette. Acht Szenen aus dem Leben einer Schauspielerin. Wien, 1905
- Mandragola. Komödie. Berlin, 1906
- Adam, Eva und die Schlange. Komödie. Leipzig, 1916
- Im Gasthof zum Schwanen. Lustspiel. München,  ca. 1924